# Born Sinner
Albums de J. Cole
Cole World: The Sideline Story
(2011) 2014 Forest Hills Drive
(2014)
Singles
1. Power Trip
Sortie : 14 février 2013
2. Crooked Smile
Sortie : 4 juin 2013
3. Forbidden Fruit
Sortie : 1er août 2013
4. She Knows
Sortie : 29 octobre 2013

Born Sinner est le deuxième album studio de J. Cole, sorti le 18 juin 2013.

## Historique
Une semaine à peine après la sortie de son premier album Cole World: The Sideline Story, J. Cole commence à travailler sur le second. En octobre 2011, il révèle dans une interview sur la radio américaine Hot 106 que l'album avance et qu'il envisage sa sortie pour juin 2012. La sortie est ensuite repoussée au 28 janvier 2013, le jour de son anniversaire. Dès lors, l'album apparaît dans la liste des albums les plus attendus par le magazine XXL ou encore MTV. Le 22 février 2013, il annonce que l'album ne sortira pas avant juin 2013. Le 20 mai 2013, la date du 18 juin 2013 est confirmée, soit le même jour que Yeezus de Kanye West, ce qui n'effraie pas du tout J. Cole. Il est cependant battu par ce dernier mais signe un très bon démarrage avec 297 000 exemplaires écoulés en première semaine[réf. nécessaire]. L'album s'est depuis vendu à près de 600 000 exemplaires et a été certifié disque d'or par la Recording Industry Association of America (RIAA).
HipHopDX a classé Born Sinner parmi les « 25 meilleurs albums de l'année 2013 » et le magazine The Source à la sixième place des « 10 meilleurs albums de 2013 ».

## Singles
Le single promotionnel Miss America sort le 13 novembre 2012. Il se classe 6e au Hot R&B/Hip-Hop Songs.
Le 14 février 2013, le premier single officiel est commercialisé. Il s'agit de Power Trip, en collaboration avec le chanteur californien Miguel. Crooked Smile, avec le groupe TLC, sort, quant à lui, le 3 juin 2013.

## Liste des titres
| 1.    | Villuminati (Produit par J. Cole)                                       | Jermaine Cole            | I Wish (Remix) (To the Homies That We Lost) de R. Kelly featuring Boo & Gotti Born Sinner de J. Cole featuring James Fauntleroy Juicy de The Notorious B.I.G. Public Service Announcement (Interlude) de Jay-Z All Gold Everything de Trinidad Jame$ | 5:08 |
| 2.    | Kerney Sermon (Skit)                                                    | Cole                     | | 0:46 |
| 3.    | Land of the Snakes (Produit par J. Cole)                                | Cole                     | Da Art of Storytellin' (Part 1) d'OutKast | 4:15 |
| 4.    | Power Trip (featuring Miguel – Produit par J. Cole)                     | Cole, Miguel Pimentel    | No More d'Hubert Laws I'm on One de DJ Khaled featuring Drake, Rick Ross et Lil Wayne | 4:01 |
| 5.    | Mo Money (Interlude)                                                    |                          | | 1:18 |
| 6.    | Trouble (Produit par J. Cole)                                           | Cole                     | | 4:18 |
| 7.    | Runaway (Produit par J. Cole et Elite)                                  | Cole                     | Detective Women de Mike Epps | 5:15 |
| 8.    | She Knows (featuring Amber Coffman – Produit par J. Cole)               | Cole, Amber Coffman      | Bad Things de Cults | 4:57 |
| 9.    | Rich Niggaz (Produit par J. Cole)                                       | Cole                     | Into Everything de Télépopmusik | 4:36 |
| 10.   | Where’s Jermaine (Skit) (Produit par J. Cole)                           |                          | | 0:37 |
| 11.   | Forbidden Fruit (featuring Kendrick Lamar – Produit par J. Cole)        | Cole, Kendrick Duckworth | Mystic Brew de Ronnie Foster Heart of the City (Ain't No Love) de Jay-Z | 4:29 |
| 12.   | Chaining Day (Produit par J. Cole)                                      | Cole                     | Sho' Nuff de Sly, Slick and Wicked | 4:45 |
| 13.   | Ain’t That Some Shit (Interlude) (Produit par Tray Samuels)             |                          | | 2:27 |
| 14.   | Crooked Smile (featuring TLC – Produit par J. Cole et Elite)            | Cole, Anthony Parrino    | No One Gonna Love You de Jennifer Hudson | 4:39 |
| 15.   | Let Nas Down (Produit par J. Cole)                                      | Cole                     | Gentleman de Fela Kuti and The Afrika 70 Nas Is Like de Nas Big Brother de Kanye West | 4:37 |
| 16.   | Born Sinner (featuring James Fauntleroy – Produit par J. Cole et Elite) | Cole                     | | 3:29 |
| 59:47 |                                                                         |                          | |      |

| Titre bonus Édition Deluxe (Truly Yours 3) | Titre bonus Édition Deluxe (Truly Yours 3) | Titre bonus Édition Deluxe (Truly Yours 3) | Titre bonus Édition Deluxe (Truly Yours 3)                                                            | Titre bonus Édition Deluxe (Truly Yours 3) | Titre bonus Édition Deluxe (Truly Yours 3) | Titre bonus Édition Deluxe (Truly Yours 3) | Titre bonus Édition Deluxe (Truly Yours 3) | Titre bonus Édition Deluxe (Truly Yours 3) | Titre bonus Édition Deluxe (Truly Yours 3) |
| No                                         | Titre                                      | Auteur                                     | Contient un (des) sample(s) de                                                                        | Durée                                      |                                            |                                            |                                            |                                            |                                            |
| ------------------------------------------ | ------------------------------------------ | ------------------------------------------ | --- | ------------------------------------------ | ------------------------------------------ | ------------------------------------------ | ------------------------------------------ | ------------------------------------------ | ------------------------------------------ |
| 17.                                        | Miss America (Produit par J. Cole)         | Cole                                       | Flightline de Rue Royale Inaugural Address de John F. Kennedy                                         | 3:46                                       |                                            |                                            |                                            |                                            |                                            |
| 18.                                        | New York Times (featuring 50 Cent et Bas)  | Cole, Curtis Jackson, Abbas Hamad          | Bells de la Eero Koivistoinen Music Society                                                           | 4:32                                       |                                            |                                            |                                            |                                            |                                            |
| 19.                                        | Is She Gon Pop                             | Cole                                       | Chocolate Girl des Whispers                                                                           | 2:45                                       |                                            |                                            |                                            |                                            |                                            |
| 20.                                        | Niggaz Know (Produit par J. Cole)          | Cole                                       | So Tired des Chambers Brothers Notorious Thugs de The Notorious B.I.G. featuring Bone Thugs-N-Harmony | 3:37                                       |                                            |                                            |                                            |                                            |                                            |
| 21.                                        | Sparks Will Fly (featuring Jhené Aiko)     | Cole                                       | | 4:12                                       |                                            |                                            |                                            |                                            |                                            |
| 78:39                                      |                                            |                                            | |                                            |                                            |                                            |                                            |                                            |                                            |